# Jerome Listecki
Jerome Edward Listecki (ur. 12 marca 1949 w Chicago) – amerykański duchowny katolicki polskiego pochodzenia, arcybiskup Milwaukee w latach 2010-2024. 

## Życiorys
Przyszedł na świat w rodzinie Harry’ego i Alfredy z domu Kasprzyk. Ukończył m.in. szkołę św. Michała Archanioła, Seminarium Przygotowawcze im. arcybiskupa Quigleya, a także Uniwersytet Najświętszej Maryi Panny. Po ukończeniu seminarium w Mundelein przyjął święcenia kapłańskie 14 maja 1975 z rąk kardynała Cody’ego. W 1976 został dziekanem studentów w seminarium arcybiskupa Quigleya. Wyjechał następnie na dalsze studia do Rzymu na Uniwersytet św. Tomasza z Akwinu. Uzyskał tam licencjat i doktorat z prawa kanonicznego i teologii moralnej. Po powrocie do kraju wykładał w wyższym seminarium archidiecezjalnym, a także na uniwersytecie w Mundelein. W sierpniu 2000 został proboszczem parafii św. Ignacego.
7 listopada 2000 otrzymał nominację na biskupa pomocniczego Chicago ze stolicą tytularną Nara. Sakrę otrzymał 8 stycznia 2001. Udzielił jej kardynał Francis George, arcybiskup Chicago. 29 grudnia 2004 mianowany ordynariuszem diecezji La Crosse w Wisconsin, zaś 1 marca 2005 kanonicznie objął urząd. 14 listopada 2009 został przeniesiony na stanowisko arcybiskupa Milwaukee. Ingres odbył się w styczniu 2010. 4 listopada 2024 papież Franciszek przyjął jego rezygnację ze stanowiska arcybiskupa Milwaukee. 